# گروه مرجع
یک گروه مرجع گروهی است که با یک فرد یا گروه دیگر مقایسه می‌شود. به عنوان مثال: جامعه‌شناسان جمعیت‌شناس هر گروهی را که افراد به عنوان یک استاندارد برای ارزیابی خود و رفتار خود از یک مرجع استفاده می‌کنند، گروه مرجع می‌نامند. 
گروه‌های مرجع برای ارزیابی و تعیین ماهیت یک شخص یا ویژگی‌های دیگر گروه و ویژگی‌های جامعه‌شناختی مورد استفاده قرار می‌گیرند. این گروهی است که فرد با آن رابطه دارند یا از لحاظ روان‌شناسانه اشتیاق رابطه با آن را دارند. این فرایند، مرجع و منبع فرد برای سفارش تجربیات، درک، شناخت و ایده‌های خود شناخته می‌شود. تعیین هویت فرد، نگرش‌ها و روابط اجتماعی مهم است. این مبنای ارزیابی در ساخت نقاط برابری یا تضاد و در ارزیابی ظاهر و عملکرد کسی شناخته می‌شود. 
گروه‌های مرجع محک‌ها و نقاط تضاد موردنیاز برای مقایسه و ارزیابی ویژگی‌های گروهی و شخصی را فراهم می‌کنند. رابرت کرت مارتون فرض می‌کند که افراد خود را با گروه‌های مرجع شامل افرادی که نقش‌های اجتماعی‌ای که باعث ایجاد اشتیاق می‌شود، اشغال کرده‌اند، مقایسه می‌کنند. 
گروه‌های مرجع به عنوان یک قالب مرجع هستند که مردم همیشه برای ارزیابی دستاوردهای خود، عملکرد نقش‌شان، آرمان‌ها و جاه‌طلبی خود به آن اشاره می‌کنند. یک گروه مرجع می‌تواند از یک گروه عضو یا گروه غیرعضو باشد. یک نمونه از گروهی مرجع که مورد استفاده قرار می‌گیرد می‌تواند «تعیین ثروت» باشد. فردی که در ایالات متحده با درآمد سالیانه ۸۰۰۰۰ دلار به زندگی می‌پردازد، ممکن است اگر خود را با کسانی که در میانه قشر درآمدی هستند و تقریباً ۳۲۰۰۰ دلار در سال درآمد دارند مقایسه کند، ممکن هست خود را ثروت‌مند در نظر بگیرد.  با این حال اگر همان فرد گروه مرجع خود را جمعیت یک‌دهم درصد خانوارهای آمریکایی، که بیش از ۱/۶ میلیون دلار و بیشتر درآمد دارند تعیین کند، او با درآمد سالیانه ۸۰۰۰۰ دلاری فقیر به نظر می‌آید.  